# Ratkovac (Orahovac)
Pour les articles homonymes, voir Ratkovac.
Ratkoc en albanais et Drinas en serbe latin (en serbe cyrillique : Ратковац) est une localité du Kosovo située dans la commune/municipalité de Rahovec/Orahovac et dans le district de Prizren/Prizren. Selon le recensement kosovar de 2011, elle compte 3 791 habitants.
Selon le découpage administratif du Kosovo, la localité fait partie du district de Gjakovë/Đakovica.

## Démographie

### Évolution historique de la population dans la localité
| 1948  | 1953  | 1961  | 1971  | 1981  | 1991  | 2011  |
| ----- | ----- | ----- | ----- | ----- | ----- | ----- |
| 1 224 | 1 350 | 1 673 | 2 075 | 2 730 | 3 342 | 3 791 |

|  |

### Répartition de la population par nationalités (2011)
En 2011, les Albanais représentaient 96,96 % de la population et les Égyptiens 2,63 %.